# Franz Möller (Politiker, 1930)

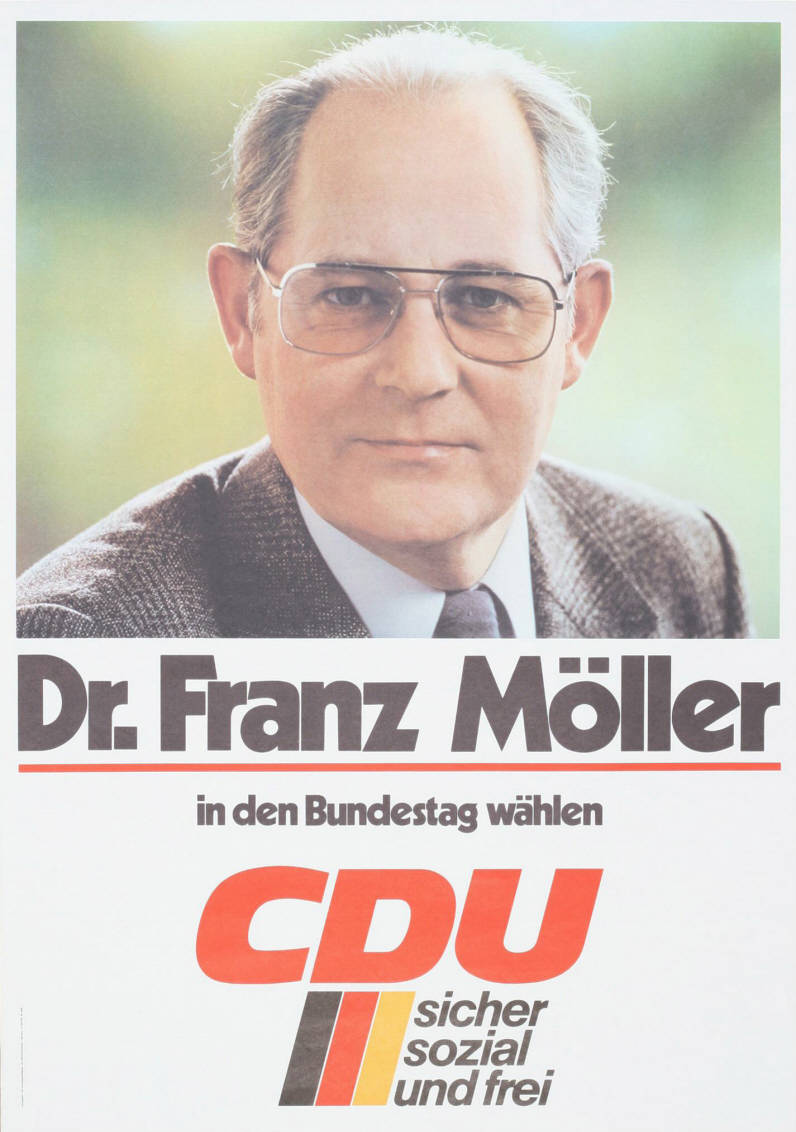
Kandidatenplakat zur Bundestagswahl 1983

Franz Möller (* 2. November 1930 in Lingen; † 13. April 2018 in Bad Honnef) war ein deutscher Politiker (CDU).
Vom 3. Oktober 1976 bis zum 16. Oktober 1994 war er Mitglied des Deutschen Bundestages.

## Ausbildung und Beruf
Nach dem Abitur 1951 am Gymnasium Georgianum (Lingen) begann Möller mit dem Studium der Rechts- und Staatswissenschaften in Münster und Freiburg im Breisgau. Während seines Studiums wurde er Mitglied der katholischen Studentenverbindung K.D.St.V. Falkenstein Freiburg im CV. 1955 machte er sein erstes Staatsexamen. 1958 promovierte der zum Dr. jur. (Titel seiner Dissertation: Die abredewidrige Ausfüllung von Blankowechseln unter besonderer Berücksichtigung der Rechtsbehelfe des Blankettgebers) und 1960 folgte das zweite Staatsexamen. Im gleichen Jahr trat er in die Verwaltung des Deutschen Bundestages ein, u. a. im Wissenschaftlichen Dienst, später Leiter der Personalabteilung und Leiter der Abteilung Dienste für Abgeordnete.

## Politisches Wirken

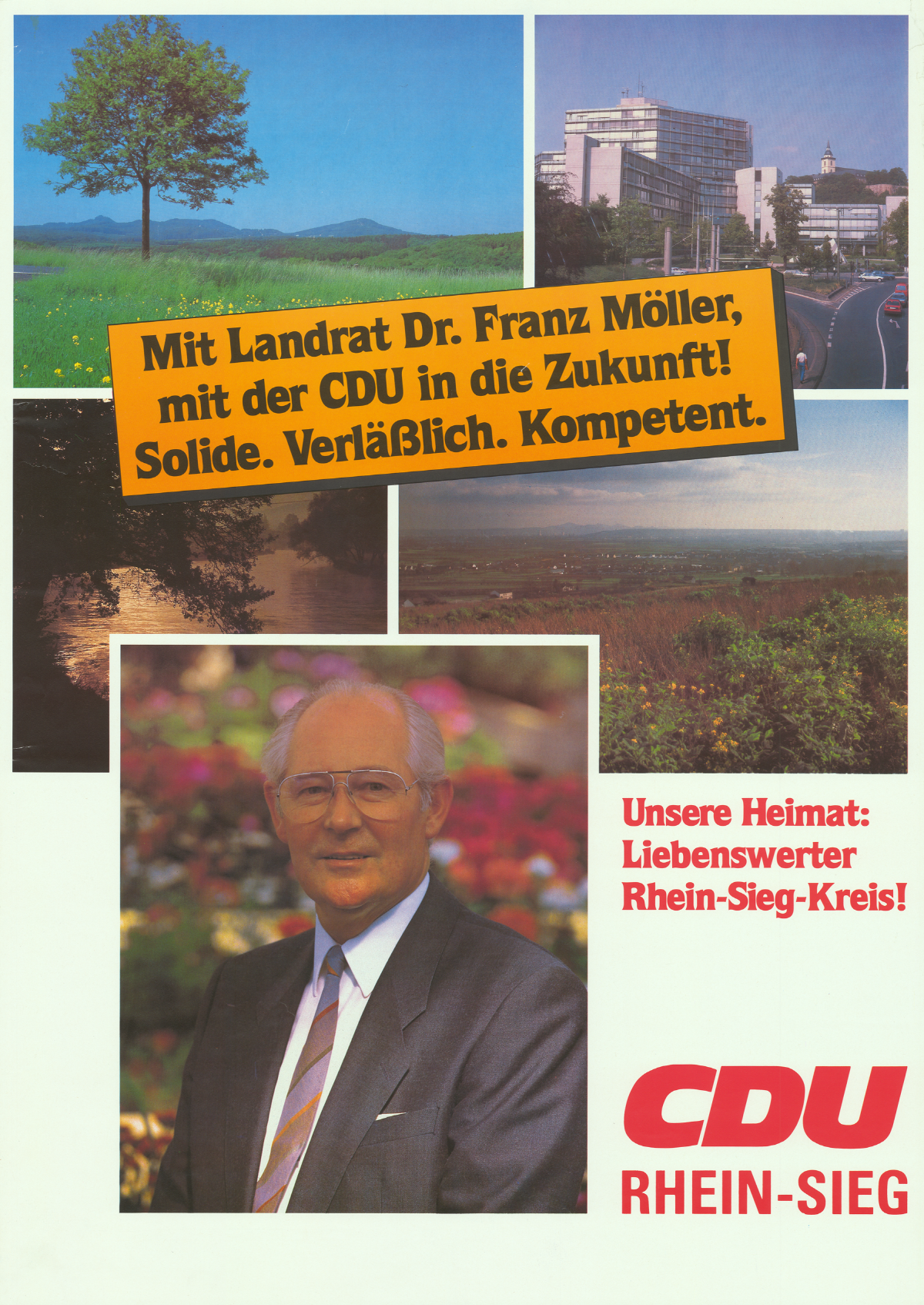
Wahlplakat zur Kommunalwahl 1989

Franz Möller war Mitglied der CDU. Von 1970 bis 1999 war er Mitglied des Rhein-Sieg-Kreistages. Im Rhein-Sieg-Kreis war er zudem von 1974 bis 1999 Landrat. Seit 1999 ist er Ehrenlandrat des Rhein-Sieg-Kreis. Von 1976 bis 1994 war er für den Wahlkreis Rhein-Sieg-Kreis Mitglied des Deutschen Bundestages, dort von 1982 bis 1991 Vorsitzender des Ausschusses für Raumordnung, Bauwesen und Städtebau. Zudem war er von 1990 bis 1994 u. a. Justitiar der CDU/CSU-Bundestagsfraktion und Mitglied des Ältestenrates des Deutschen Bundestages.
Franz Möller war zudem von 1994 bis 1997 Vorsitzender und von 1997 bis 1999 stellvertretender Vorsitzender des Landkreistages Nordrhein-Westfalen sowie von 1995 bis 1999 Vizepräsident des Deutschen Landkreistages. Er war stellvertretendes Mitglied des Ausschusses der Regionen bei der EU und Vorsitzender der Stiftung Bundeskanzler-Adenauer-Haus in Rhöndorf.

## Sonstiges
Franz Möller war Träger des Großen Verdienstkreuzes des Verdienstordens der Bundesrepublik Deutschland und des Verdienstordens des Landes Nordrhein-Westfalen. Er war römisch-katholisch, verheiratet und hatte drei Kinder. Seine Tochter Andrea Stullich sitzt seit 2017 für die CDU im Landtag Nordrhein-Westfalen. Möller lebte viele Jahre in Sankt Augustin-Hangelar und später in Bad Honnef. Dort starb er auch nach langer Krankheit am 13. April 2018.
Sein Nachlass befindet sich im Archiv für Christlich-Demokratische Politik der Konrad-Adenauer-Stiftung in Sankt Augustin.

## Schriften
- Der Rhein-Sieg-Kreis im Spannungsfeld von Bund und Land 1949–2000. Rheinlandia Verlag, Siegburg 2006, ISBN 3-938535-20-2.
- Abgeordnete des Bundestages: Aufzeichnungen und Erinnerungen. München 2004, ISBN 3-486-20016-X.
- Der Beschluss. Bonn-Berlin-Entscheidungen von 1990–1994. Bonn 2002.
- mit Rainer Land: What about Bonn? 1946/1948 wurde der Grundstein für Bonn als Bundeshauptstadt gelegt. 1997.